# Xx (album)
xx je debutové studiové album londýnské skupiny The xx, které bylo vydáno v srpnu 2009.

## Seznam skladeb
1. „Intro“ – 2:08
2. „VCR“ – 2:57
3. „Crystalised“ – 3:22
4. „Islands“ – 2:41
5. „Heart Skipped a Beat“ – 4:02
6. „Fantasy“ – 2:38
7. „Shelter“ – 4:30
8. „Basic Space“ – 3:08
9. „Infinity“ – 5:13
10. „Night Time“ – 3:37
11. „Stars“ – 4:23
12. „Hot Like Fire“ (iTunes Bonus Track) – 3:31

## Obsazení
- Romy Madley Croft – kytara, vokály
- Oliver Sim – baskytara, vokály
- Jamie Smith – beaty, mix
- Baria Qureshi – kytara, klávesy